# CTS두란노 성경교실
《CTS두란노 성경교실》은 목사님들과 함께 성경목차를 따라 성경을 깊이 있게 공부하며 말씀을 인격적으로 만나는 CTS기독교TV의 성경공부 프로그램이다.